# Ручейники
Руче́йники, или волосистокрылые (лат. Trichoptera) — отряд насекомых с полным превращением, за редкими исключениями с водными личинками. В настоящее время учёными описано  около 15 тысяч видов, включая 685 ископаемых видов (Zhang, 2013), объединённых в 56 семейств (49 в основном современных и 7 полностью вымерших) и 688 родов (601 в основном современных и 85 полностью вымерших), широко распространённых на всех континентах, кроме Антарктиды, и на многих океанических островах. Наука о ручейниках называется трихоптерология. Предполагается, что мировая фауна может содержать до 50 тысяч видов ручейников. 
Trichoptera являются близкородственными для отряда Lepidoptera, и вместе эти два отряда формируют надотряд Amphiesmenoptera, или «покрытокрылые»; однако Trichoptera обладают наиболее примитивными признаками.
Взрослые насекомые напоминают небольших неярко окрашенных ночных бабочек, но их тело и особенно передние крылья покрыты волосками (а не чешуйками, как у бабочек), что и дало название Trichoptera: латинизированные греческие thrix (θρίξ) — волосок и pteron (πτερόν) — крыло. 
У некоторых видов самки спускаются под воду для яйцекладки. Встречаются обычно в окрестностях водоёмов, где обитают их личиночные стадии. Превращение полное. Личинки и куколки у подавляющего большинства видов живут в воде или обитают в толще дна водоёмов, в редких случаях постоянно обитают вне воды или живут у побережий в морской воде.

## Распространение
Встречаются повсеместно, на всех континентах, кроме Антарктиды, и на многих океанических островах. В Неотропике (включая Мексику, Центральную Америку и Карибский бассейн) обнаружено 3262 современных вида из 155 родов (25 семейств) и 35 ископаемых видов и 1 ископаемый род  († Palaehydropsyche) из Мексиканского и Доминиканского янтарей.

## Морфология

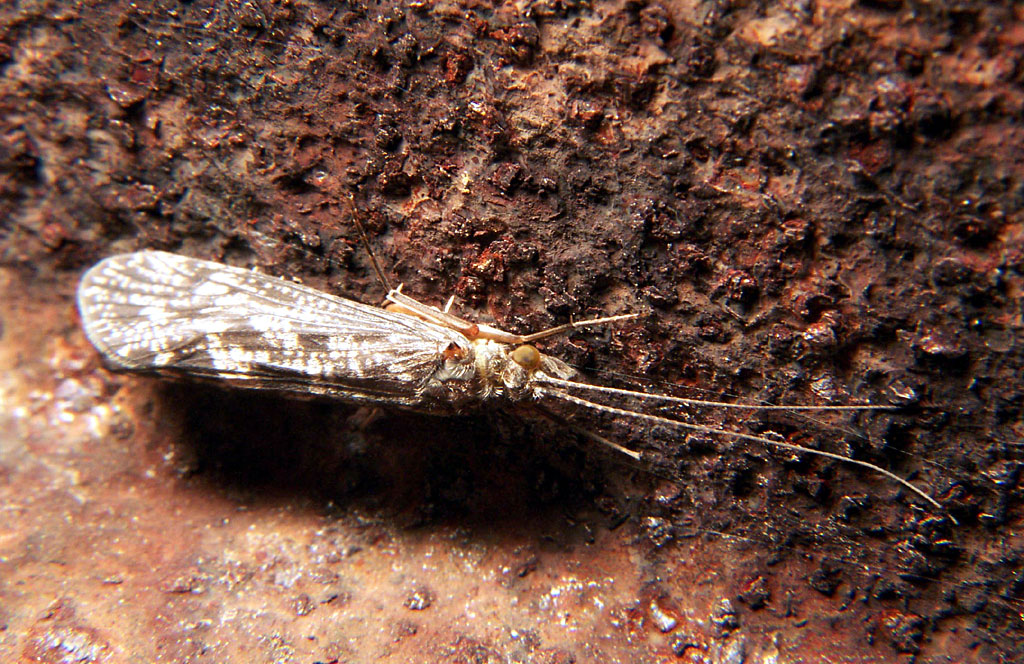
Внешний вид имаго

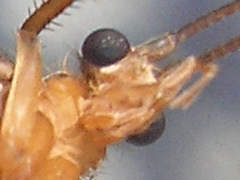
Голова имаго

Голова округлая, гипогнатного типа — ротовое отверстие направлено вниз, с 2 крупными фасеточными глазами по бокам и нередко с 2—3 простыми глазками на верхней и передней поверхностях. Теменные глазки приближены к краям сложных глаз, их оптические линзы направлены в стороны. Лобный глазок расположен между основаниями усиков и направлен вперёд, у некоторых ручейников из семейств (Hydroplilidae) он может исчезать и остаются только теменные глазки. На голове находятся хорошо развитые волосковые бородавки, выступающие над её поверхностью.
Ручейники легко узнаваемы по ряду признаков. Ротовой аппарат взрослых редуцирован, при этом мандибулы (верхние челюсти) не функциональны или рудиментарны, но могут быть заметны максиллярные (нижнечелюстные) и лабиальные (губные) щупики. Помимо этого, взрослые насекомые имеют хорошо развитый хоботок (синапоморфия отряда), сформированный слиянием гипофаринкса и лабиума и используемый некоторыми видами для всасывания жидкостей.
Усики нитевидные, по длине обычно сравнимы с передними крыльями, иногда заметно короче или гораздо длиннее (Macronematinae, Leptoceridae).
Как правило, хорошо выражены максиллярные щупики (у самок почти всегда пятичлениковые, у самцов от 5 до 2 члеников), а также лабиальные щупики.

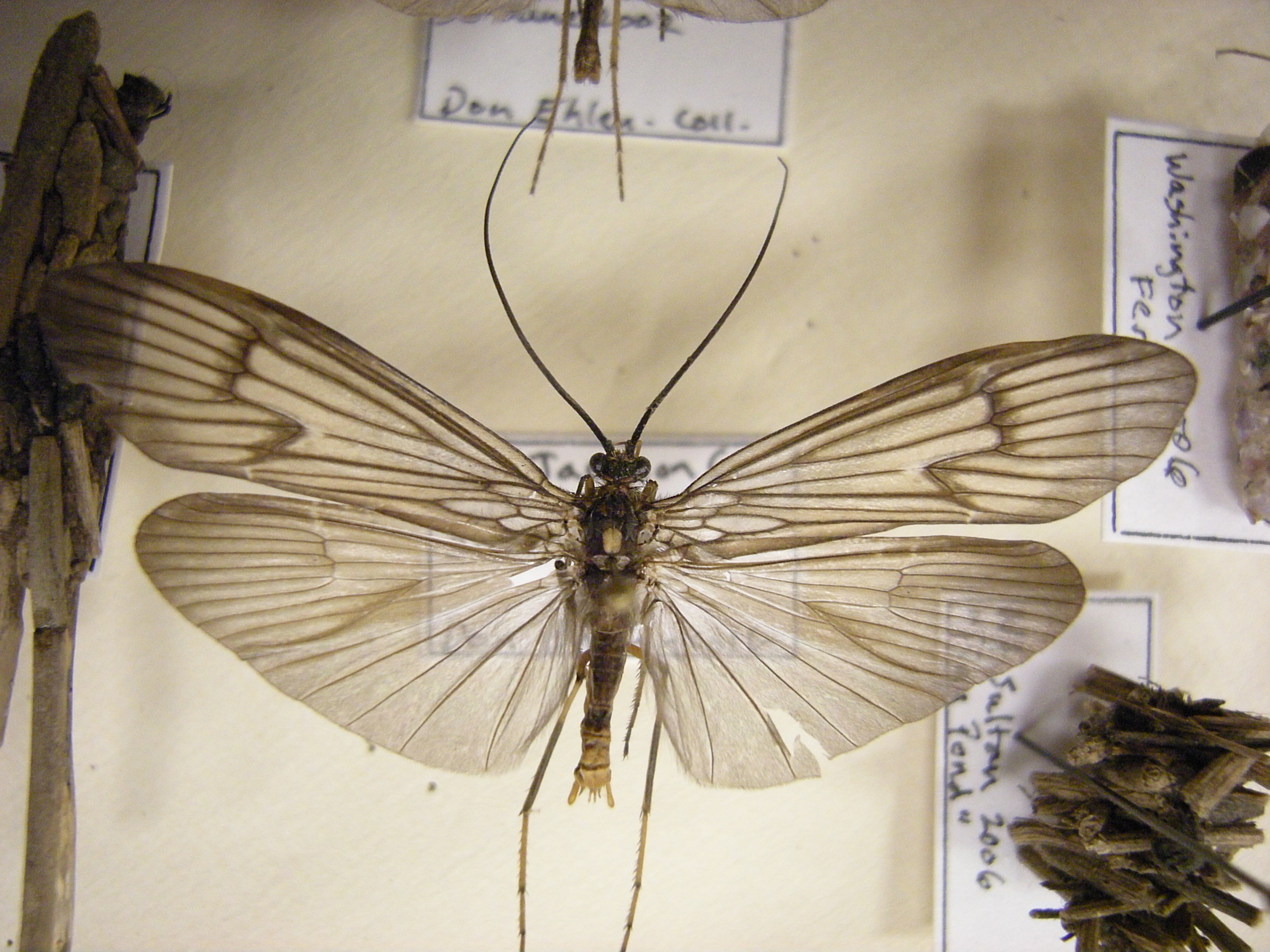
Ручейник с расправленными крыльями

Грудь состоит из короткой суженной переднегруди, хорошо развитой среднегруди, укороченной заднегруди. Тазики ног ручейников сильно удлинены, сросшиеся с грудью, функционально входят в состав последней.
Лапки длинные, пятичлениковые. Брюшко состоит из 10 сегментов, первый тергит трапециевидный, первый стернит может быть не развит. Кроме того, на стернитах V—VII сегментов обычно располагаются отверстия феромонных желез. Стерниты могут нести полоски утолщенной кутикулы — сутуры.
Крылья перепончатые, развиты на средне- и заднегруди. Передние длиннее задних. Как и тело, они покрыты волосками, иногда участки крыльев могут быть покрыты щетинками. Этот признак отражён и в их названии, означающем «волосокрылые». По краям крыльев развита краевая бахрома из волосков или волосковидных чешуек, размер этой бахромы у мелких видов может более чем в 2 раза превышать ширину заднего крыла. Жилкование представлено в основном продольными жилками, разделёнными широкими промежутками полями. Крылья всегда складываются «домиком».

## Жизненный цикл
Личиночные стадии ручейников (разговорное название личинки - шитик) — водные, обнаруживаются в озёрах, реках и ручьях по всему свету и являются необходимыми компонентами пищевых цепей в этих пресноводных экосистемах. Взрослые ручейники, в отличие от личинок, наземные, почти не питаются, срок их жизни ограничен 1—2 неделями. Некоторые виды во взрослом состоянии могут потреблять медвяную падь. Для многих имаго ручейников свойствен характерный неприятный запах, вызываемый выделениями специфических желёз. Этот запах может служить репеллентом для врагов ручейников, например для птиц.

Куколка ручейника без кокона

Личинки ручейника на камне, вынутом из реки

После спаривания самка ручейника откладывает склеенные слизистой массой яйца, прикрепляя их к подводным камням или растениям. Выход личинок из яиц происходит через три недели.
Как большинство личинок насекомых с полным превращением, они имеют хорошо развитые мандибулы и хорошо развитые грудные ноги, но абдоминальные конечности обычно отсутствуют (за исключением пары на последнем абдоминальном сегменте, каждая нога может нести сильный «анальный коготь»).
Превращение личинки во взрослое насекомое происходит через стадию куколки.

### Яйцо
Яйца обмазаны липким желеобразным полисахаридом, называемый спумалином, образуя слизеобразную массу. Круглые или эллиптические яйца обычно откладываются в кладки определённой формы, при этом сообщается о 12-636 яйцах на кладку, а одна самка откладывает от одной до нескольких кладок. Слизеобразная масса может быть сферической, пирамидальной, в форме бабочки или какой-либо другой конфигурации, или она может быть расположена в виде плоской спирали, либо в виде нити бусин. Из-за того, что спумалин покрывает яйца, мало что известно о структуре поверхности яиц ручейников. Яйца могут находиться в состоянии диапаузы в течение нескольких месяцев, прежде чем вылупятся личинки, особенно зимой, но личинки обычно вылупляются в течение нескольких дней в зависимости от температуры. Если кладка яиц находится вне воды, личинки первого возраста некоторых видов могут оставаться в слизеобразной массе до тех пор, пока она не будет затоплена; у других видов, чьи кладки откладываются на растениях или камнях, нависающих над водой, молодые личинки прыгают из спумалина в воду.

### Личинка

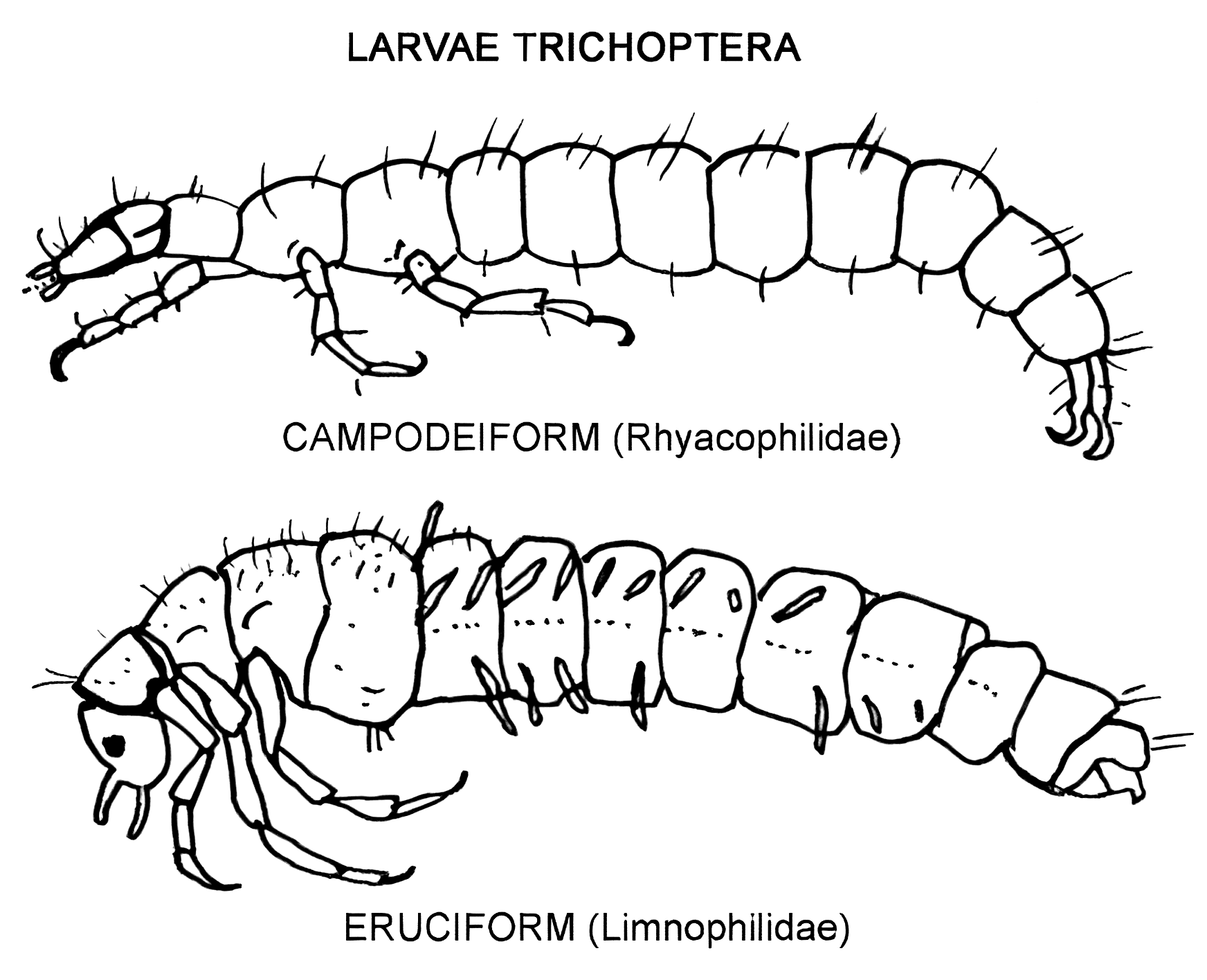
Типы личинок ручейников

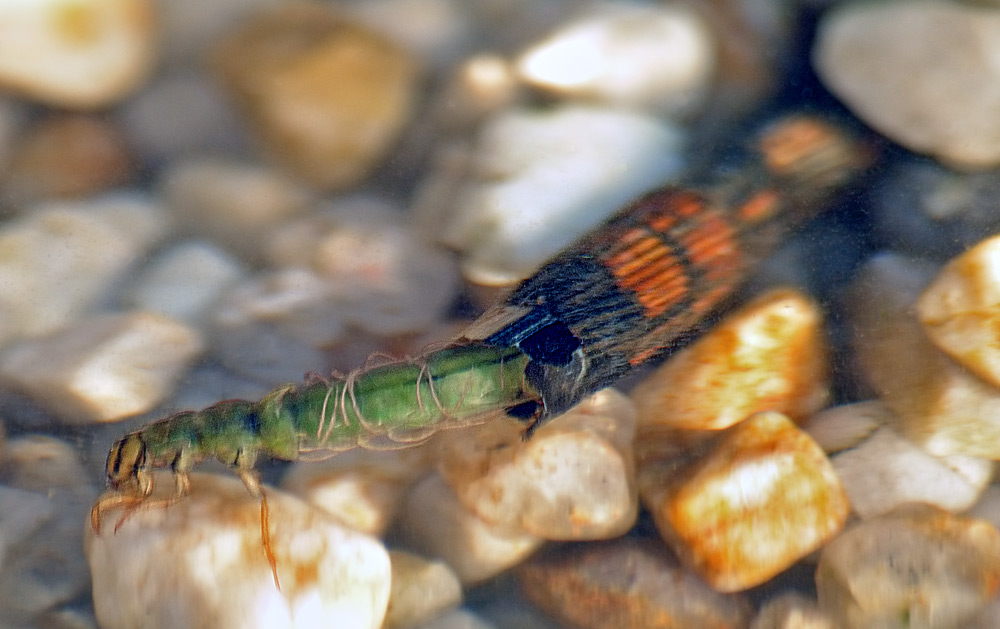
Личинка с домиком

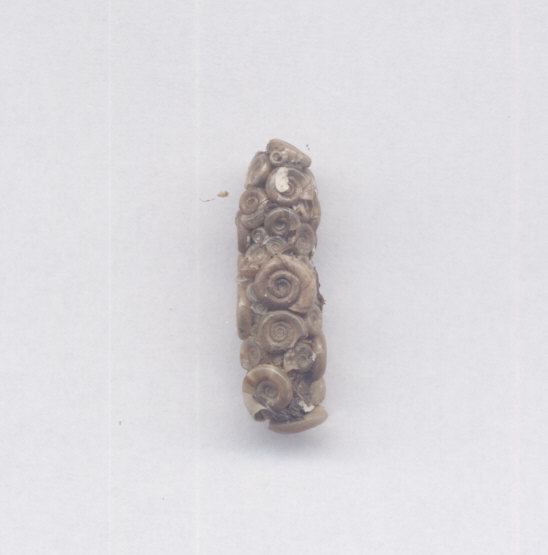
Домик личинки из мелких ракушек

Личинки ручейников, как правило, являются детритофагами, однако среди некоторых видов встречаются хищники. Как и гусеницы бабочек, личинки ручейников способны к выделению шёлка с помощью пары длинных шёлковых желез, которые открываются общим протоком на нижней губе. Три выделяемых подотряда характеризуются различиями в использовании шёлка: для образования гнёзд или трубочек, или как клей для создания разнообразных чехлов, часто включающих песок и маленькие камешки, или кусочки листьев и веточек; каждый род или даже вид строит чехол определённого вида.
Почти все личинки Trichoptera строят чехлик или домик. Простейшая форма чехликов — тростниковая трубочка. Более сложная постройка — трубчатый футляр из отдельных кусочков листьев, которые личинка выгрызает и располагает по спиральной линии. В зависимости от вида ручейников строительный материал может варьироваться. Иногда материал постройки располагается черепицеобразно, причём материалом служат либо кусочки тростника, либо отрезки листьев и обломки коры.
Для постройки своих чехликов ручейники используют мох, травинки, кусочки отмершего дерева, свежие древесные веточки, хвою, стебли хвоща, смешанные с другими растительными остатками; они прикрепляют к своему жилищу и мелкие раковинки, и шелуху подсолнечника. Иногда постройки могут быть не из растительных остатков, а из мелких раковинок, например, горошинок, мелких катушек, молодых лужанок и других моллюсков. Также для постройки чехликов в зонах, где преобладают песчаный или каменный субстраты, личинки предпочитают мелкую гальку, дробленный камень и песок. В случае опасности личинки забираются в свой домик и затыкают вход в него своей головой, покрытой бронёй из хитина.
Реже встречаются личинки, которые не имеют чехликов, — так называемые камподеовидные личинки. Такие личинки в основном являются хищниками, строящими особые ловчие сети из тонких паутинных нитей. Такие сети, имеющие вид воронок, располагаются широким отверстием против течения и прикрепляются неподвижно к водным растениям, камням и другим подводным предметам.
Домики личинок хорошо сохраняются в ископаемом виде.

### Куколка

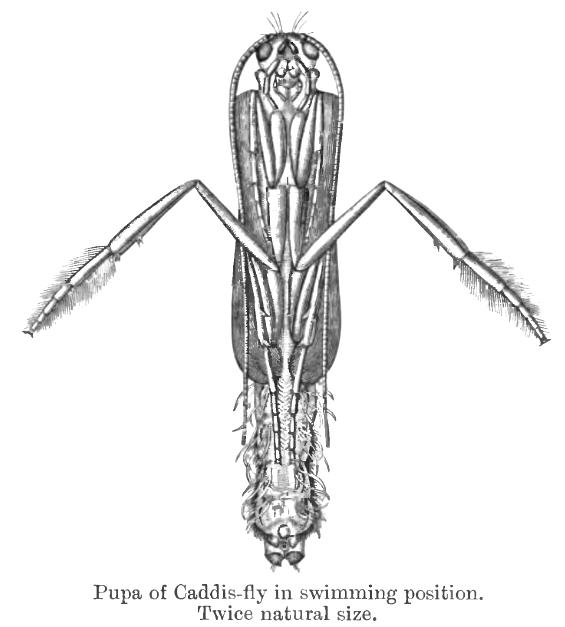
Куколка

Личинка окукливается под водой в построенном ей чехлике. Куколка обладает зачатками крыльев, очень длинными усиками, большими глазами и огромными жвалами, при помощи которых она разрушает крышечку чехлика. На брюшке заметны тонкие нитевидные жабры. Куколка может быть снабжена длинными плавательными ногами. На заднем конце тела куколки имеются длинные щетинки, при помощи которых она прочищает отверстие в ситовидной крышечке, легко забиваемое илом, и этим обеспечивает доступ свежей воды. Отверстие передней ситовидной крышечки прочищается при помощи щетинок, сидящих на верхней губе, а также, может быть, при помощи удлинённых челюстей. Для выхода имаго куколка всплывает на поверхность, действуя как вёслами гребными средними ногами. Взрослые насекомые вылетают приблизительно через месяц.

## Генетика
Число хромосом у ручейников сильно варьирует: диплоидные числа колеблются от 12 до 100. Данные по определению пола известны у 15 таксонов, все из которых имеют систему ZO. Ещё 6 таксонов, вероятно, являются партеногенетическими. Диплоидное число хромосом было определено для 44 видов этой группы и изменяется от 12 у Limnephilus affinis до 100 у Agrypnetes crassicornis.

## Палеонтология
Древнейшие взрослые ручейники были найдены в среднем и верхнем триасе, они относятся к вымершему семейству Necrotauliidae. Окаменелости пермского возраста, описывавшиеся как домики ручейников, скорее всего, являются следами жизнедеятельности червей. 

## Классификация
На основе разнообразия личинок выделяют две группы семейств Trichoptera.
Группа Annulipalpia включает в себя те семейства ручейников, личинки которых строят сети (служат для ловли добычи и укрытия).
Личинки семейств Rhyacophillidae и Hydrobiosidae не образуют личиночных чехликов, но куколка находится внутри куполообразной постройки из минеральных фрагментов.
Hydroptilidae — личинки свободноживущие вплоть до последней стадии, после чего они строят чехлик, который может быть свободным или прикреплённым к субстрату. Внутри него происходит окукливание.
У личинок семейства Glossosomatidae чехлик похож на чехлики других Annulipalpia, однако личинка протягивает под куполом поперечную нить, что позволяет личинке перетаскивать домик. С каждой новой стадией личинка строит новый чехлик, а затем строится новый чехлик для окукливания. При этом нить удаляется и чехлик крепится к субстрату.
Группа семейств Intgripalpia строят по большей части трубчатые чехлики. Материал для постройки и тип конструкции видоспецифичны. Личинка подвижна и достраивает домик с каждой личиночной стадией.
Крупнейшие семейства ручейников: Hydropsychidae (39, 1820), Hydroptilidae (75, 2141), Leptoceridae (52, 2037), Philopotamidae (25 родов и 1194 видов), Polycentropodidae (26, 901), Limnephilidae (100, 884).
Два крупнейших рода ручейников: Chimarra Stephens, 1829 (включает более 780 видов; Philopotamidae) и Rhyacophila Pictet, 1834 (более 750 видов; Rhyacophilidae).
- Подотряд Annulipalpia — Кольчатощупиковые
  - Hydropsychoidea: Arctopsychidae — Dipseudopsidae — Ecnomidae — † Electralbertidae — Hyalopsychidae — Hydropsychidae — Polycentropodidae — Psychomyiidae — Xiphocentronidae
  - † Necrotaulioidea: Necrotauliidae
  - Philopotamoidea: Philopotamidae — Stenopsychidae
  - Rhyacophiloidea: Glossosomatidae — Hydrobiosidae — Hydroptilidae — † Prorhyacophilidae — Rhyacophilidae
- Подотряд Integripalpia
  - Leptoceroidea: Atriplectididae — Calamoceratidae — Kokiriidae — Leptoceridae — Limnocentropodidae — Molannidae — Odontoceridae — Philorheithridae
  - Limnephiloidea: Apataniidae — Brachycentridae — Goeridae — Lepidostomatidae — Limnephilidae — Oeconesidae — Pisuliidae — Rossianidae — † Taymyrelectronidae — †Yantarocentridae — Uenoidae
  - Phryganeoidea: † Baissoferidae — † Kalophryganeidae — Phryganeidae — Phryganopsychidae — Plectrotarsidae
  - Sericostomatoidea: Anomalopsychidae — Antipodoeciidae — Barbarochthonidae — Beraeidae — Calocidae — Chathamiidae — Conoesucidae — † Dysoneuridae — Helicophidae — Helicopsychidae — Hydrosalpingidae — Petrothrincidae — Sericostomatidae — Incertae sedis
  - Tasimioidea: Tasimiidae
  - † Vitimotaulioidea: Vitimotauliidae
- Роды incertae sedis: † Conchindusia — † Folindusia — † Indusia — † Molindusia — † Ostracindusia — † Pelindusia — † Piscindusia — † Quinquania — † Scyphindusia — † Secrindusia — † Terrindusia
- Семейства incertae sedis: † Lepidochlamidae

## Охранный статус
4 вида ручейников занесены в Красный список угрожаемых видов МСОП (The IUCN Red List of Threatened Species) в категорию вымершие (EX):
 Hydropsyche tobiasi — вымерший вид ручейников из семейства Hydropsychidae, был эндемиком среднего течения реки Рейн и её притока — реки Майн (Западная Европа, Германия). Последняя находка вида была сделана в 1938 году, и после уже не обнаруживались.
 Rhyacophila amabilis — вид ручейников из семейства Rhyacophilidae, известный по единственному самцу, пойманному в середине XX века в мае на горном озере Касл на крайнем западе Северной Америки (северная Калифорния, США). Самки и личинки этого вида остаются неизвестными науке.
 Triaenodes phalacris — вид ручейников из семейства Leptoceridae, известный по единственному экземпляру (голотипу самца), которого нашли 5 июня 1931 года на востоке Северной Америки в округе Атенс (штат Огайо, США).
 Triaenodes tridonta (Triaenodes tridon) — вид ручейников из семейства Leptoceridae. Известен только по единственному экземпляру (голотипу самца), которого поймали 28 мая 1934 года в центрально-южной части Северной Америки в округе Пушматаха (штат Оклахома, США).